# Coslugea, Constanța
Coslugea (în turcă Kozluca) este un sat în comuna Lipnița din județul Constanța, Dobrogea, România. La recensământul din 2002 avea o populație de 843 locuitori.